# Nieves López Martínez
Nieves López Martínez (Burgos, 5 de febrero de 1949 - Madrid, 15 de diciembre de 2010) fue una paleontóloga española especializada en el registro fósil de vertebrados y una de las responsables de la modernización de los estudios paleontológicos en España.
Se dedicó a la Paleobiogeografía, Biocronología, evolución y anatomía, de vertebrados, especializándose en micromamíferos del límite K T de Euroasia y África. Era reconocida mundialmente como una eminencia en el estudio de la evolución de los lagomorfos del Cenozoico, así como en los eventos bióticos y ambientales relacionados con la extinción masiva del Cretácico-Terciario en el área de los Pirineos. También estuvo muy implicada con los programas de innovación docente en el ámbito universitario, tanto de manera oficial en la Universidad Complutense de Madrid como por medio de diversas propuestas extraoficiales, entre las que destaca el Proyecto Somosaguas de Paleontología, asociado al yacimiento paleontológico de Somosaguas. Fue autora o coautora de alrededor una decena de libros y escribió alrededor de 200 artículos científicos.
Describió nuevos taxones fósiles, entre ellos, el huevo fósil Ageroolithus, y los mamíferos Afrodon ivani, el género Nosella y su especie tipo Nosella europaea, el género Malpaisomys y su especie tipo Malpaisomys insularis, Prolagus crusafonti, Prolagus ibericus, Prolagus michauxi y Canariomys tamarani.

## Historial académico
Licenciada en Ciencias Biológicas en 1970 por la Universidad Complutense de Madrid, presentó la tesis de licenciatura (tesina) para el grado de licenciatura en 1972. En ese mismo año también obtuvo el Diplôme d'Études Aproffondus en la Universidad de Ciencia y Tecnología de Laguedoc (Montpellier), y dos años después obtuvo el grado de Doctor especializada en Paleontología por esa misma universidad, (tesis: Revisión sistemática y bioestratigráfica de los Lagomorpha (Mammalia) del Terciario Y Cuaternario de España).
Realizó su investigación sobre los lagomorfos del Cenozoico de la península ibérica en el Instituto Lucas Mallada del Consejo Superior de Investigaciones Científicas en Madrid bajo la dirección de Emiliano Aguirre, doctorándose en 1976 por la Sección de Biología de la Universidad Complutense de Madrid y al año siguiente por la Sección de Geología, siendo este su tercer título de Doctor Universidad Complutense de Madrid con la tesis  "Revisión sistemática y bioestratigráfica de los Lagomorpha (Mammalia) del Terciario y Cuaternario de España".
En 1978 ingresó como docente en la Universidad Autónoma de Madrid, donde estuvo enseñando hasta 1982, año en que se trasladó como Profesor Agregado Numerario a la Universidad Complutense de Madrid, en dónde obtuvo la Cátedra de Paleontología en 1983, puesto en que se mantuvo hasta su fallecimiento. Su amplio currículo contiene numerosas referencias de libros, más de un centenar de artículos, una decena de tesis doctorales dirigidas e innumerables proyectos internacionales de investigación.
Aunque se dedicó principalmente al estudio de los mamíferos lagomorfos, también trabajó en otros grupos de vertebrados incluyendo los dinosaurios de la península ibérica y también realizó numerosos estudios en Tafonomía, Paleobiogeografía y Biostratigrafía.

## Distinciones
- En 2021 el Ilustre Colegio Oficial de Geólogos de España le concedió a título póstumo la distinción de «Geóloga de Honor».[15]

### Taxones dedicados
- Lissodus lopezae Soler-Gijón, 1997, una especie de tiburón hibodontiforme del Carbonífero de Puertollano.[16]
- Megacricetodon lopezae García Moreno, 1989, una especie de hamster del Mioceno.[17]
- Megaderma lopezae Sevilla, 1990, una especie de murciélago del Oligoceno.[18]
- Nievella Daams, 1976, género de lirón del Mioceno aragonés.[19]

## Obra
- López Martínez, N. (1977). Revisión sistemática y bioestratigráfica de los Lagomorpha (Mammalia) del Terciario y Cuaternario de España (Doctoral dissertation, Universidad Complutense de Madrid).
- López Martínez, N. (1980). Los micromamíferos (Rodentia, Insectivora, Lagomorpha y Chiroptera) del sitio de ocupación achelense de Aridos-1 (Arganda, Madrid) (pp. 161-202).
- Santonja, M.; López Martínez, N. y Pérez González, A. (Eds.) (1980). Ocupaciones Achelenses en el valle del Jarama (Arganda, Madrid). Publ. Exma. Diputación Prov. Madrid. Arqueología y paleoecología, 1: 341 p. ISBN 978-84-500-3554-4

- López Martínez, N. (1984). Los Lagomorfos (Mammalia) de la sucesión del Mioceno inferior de Calamocha (prov. de Teruel). Coloquios de Paleontologia, 39, 27-44.
- López Martínez, N. (Coord.) (1987). Guía de campo de los fósiles de España. Editorial Pirámide. 479 p. ISBN 84-368-0326-4

- López Martínez, N. (1987). Un nuevo murido gigante del Cuaternario de Gran Canaria: Canariomys tamarani nov. sp.(Rodentia, Mammalia): interpretación filogenética y biogeográfica.
- López Martínez, N. (1989). Revisión sistemática y biostratigráfica de los Lagomorpha (Mammalia) del Terciario y Cuaternario de España. Memorias del Museo Paleontológico de la Universidad de Zaragoza, 3(3); Colección Paleontología y Arqueología, 9: 350 p. ISBN 84-7753-093-9

- López Martínez, N., & Truyols Santonja, J. (1994). Paleontología: conceptos y métodos (No. 56 LOP).
- López Martínez, N., Fernández Marrón, M. T., Peláez-Campomanes, P., & Peña Zarzuelo, A. (1993). Estudio paleontológico en las cuencas terciarias de Galicia. Revista de la Sociedad Geológica de España, 6(3-4), 19-28.
- López Martínez, N. y Truyols Santonja, J. (1994). Paleontología. Conceptos y métodos. Editorial Síntesis, S.A. Col. Ciencias de la vida, 19. 334 p. ISBN 84-7738-249-2

- López Martínez, N. (2001). Paleobiogeographical history of Prolagus, an European ochotonid (Lagomorpha). Lynx (Praha), (32), 215-23
- Lopez-Martınez, N., Canudo, J. I., Ardevol, L., Suberbiola, X. P., Orue-Etxebarria, X., Cuenca-Bescos, G., ... & Feist, M. (2001). New dinosaur sites correlated with Upper Maastrichtian pelagic deposits in the Spanish Pyrenees: implications for the dinosaur extinction pattern in Europe. Cretaceous Research, 22(1), 41-61.
- López Martínez, N. (2003). La extinción de los dinosaurios y su registro en los Pirineos Meridionales.
- López-Martínez, N. (2003). La búsqueda del centro de origen en biogeografía histórica. Graellsia, 59(2-3), 503-522.
- López Martinez, N. (2008). The lagomorph fossil record and the origin of the European rabbit. En Lagomorph biology (pp. 27-46). Springer, Berlin, Heidelberg.
- López Martínez, N. (Coord.) (2009). Mesozoic terrestrial ecosystems in Eastern Spain. Fundación Conjunto Paleontológico de Teruel. Fundamental, 14: 156 p. ISBN 978-84-934800-8-0

- López Martínez, N. (2013). Geología y paleontología para aficionados : excursiones por el Pallars y el Alt Urgell. Editorial Entrecomes. 195 p. ISBN 978-84-941042-2-0 [ed. póstuma]